# André Dutertre
André Dutertre, né à Paris le 9 juin 1753 et mort dans la même ville le 17 avril 1842, est un peintre et dessinateur français.

## Biographie
André Dutertre est élève de Joseph-Marie Vien et de Jean-Baptiste Collet. Il est professeur à l'École royale gratuite de dessin à Paris.

### La campagne d'Égypte

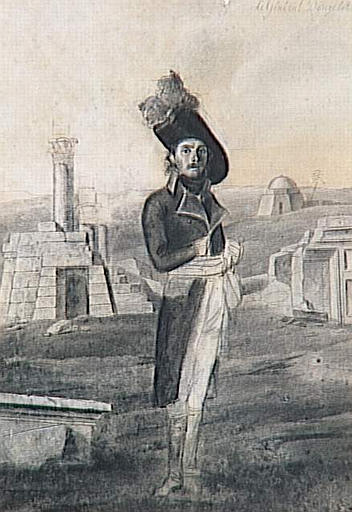
Portrait du général Donzelot pendant la campagne d'Égypte (1799), Versailles, musée national des châteaux de Versailles et de Trianon.

André Dutertre fait partie de l'expédition d'Égypte et est nommé membre de l'Institut d'Égypte, le 22 août 1798, dans la section littérature et arts. Le 24 décembre 1798, Bonaparte organise un voyage vers l'isthme de Suez avec Monge et Berthollet, ainsi que Le Père, le géomètre Costaz, le chimiste Descotils et le dessinateur Dutertre. Il dessine les 184 portraits de savants et d'officiers de l'expédition, qui illustrent l'Histoire scientifique et militaire de Reybaud, et qui sont repris dans le Journal de Villiers du Terrage. Il s'intéresse aussi aux Égyptiens. Son portrait de Mourad Bey est un chef-d'œuvre ; toute la puissance du chef mamelouk s'exprime dans un turban et une barbe broussailleuse.

### Retour en France
De retour en France, Dutertre figure aux Salons en 1804 et 1812, avec des portraits, notamment celui de Desaix et de Kléber. Le musée de Versailles conserve près de 30 portraits de lui. D'après le Dictionnaire Bénézit, « Dutertre fut un artiste intéressant ».

## Œuvres
- Paris, École nationale supérieure des beaux-arts[5] :
  - Copie du “Sommeil” peint par Charles Le Brun au plafond du Cabinet des Jeux du château de Vaux-le-Vicomte, pierre noire et pastel sur papier beige, 31,1 × 40,9 cm[6] ;
  - Portrait de l'abbé Jean-Baptiste Languet de Gergy et étude de main droite, pierre noire, estompe et rehauts de craie blanche sur papier bleu, 14,8 × 22,4 cm[7].
  - Étude de main droite, pierre noire et rehauts de craie blanche sur papier bleu jauni, 13,8 × 12,3 cm[8].
  - Étude de main droite tenant la garde d'une épée, pierre noire et rehauts de craie blanche sur papier bleu, 11,3 × 10,8 cm[9].
  - Étude de main droite, la paume ouverte, pierre noire et rehauts de craie blanche sur papier bleu jauni, 13,4 × 13,2 cm[10]
  - Recueil d'Italie[11] :
    - Vue de la Tour de Météllus, pierre noire et aquarelle, 22,7 × 35,5 cm ;
    - Vue de la grotte de la nymphe Egérie près de la Via Appia, pierre et aquarelle, 22,7 × 35,5 cm ;
    - Copie d'après le bas-relief de Perino del Vaga, situé sous la fresque de la “Dispute du Saint-Sacrement” dans la Chambre de la Signature au Vatican, pierre noire et lavis brun, 15,4 × 21,5 cm ;
    - Vue du lac dans les jardins de la Villa Borghèse, pierre noire, lavis brun, et encre de Chine, 25,6 × 35,8 cm ;
    - Vue de la Villa Mattei, actuelle Villa Celimontana à Rome, pierre noire, plume, encre brune, lavis brun, 17,2 × 23,4 cm ;
    - Vue en contre-plongée depuis les jardins de la Villa d'Este à Tivoli, pierre noire et lavis d'encre de Chine sur papier beige, 23,1 × 35,5 cm ;
    - Portrait de la domestique de Dutertre en allégorie de la Curiosité, aquarelle sur papier beige, 44,5 × 35,2 cm ;
    - Portrait de Pierre Cacault en allégorie de l'Avarice, aquarelle sur papier beige, 45 × 35,3 cm ;
    - Vue de Minieh[12], pierre noire, plume, encre de Chine, 19,7 × 35,6 cm ;
    - Les Santons d'Abyssinie, pierre noire et pastel, 44,7 × 30,3 cm ;
    - Les Faiseurs de couffes, mine de plomb, plume, encre noire, aquarelle, mise au carreau à la mine de plomb, 29,8 × 22,4 cm ;
    - Portrait de deux mendiants, pierre noire et aquarelle sur papier gris blanc, 32,5 × 22,6 cm ;
    - Étude de feuille de platane d'Orient, pierre noire et aquarelle, 33 × 28,4 cm.
- Versailles, musée national des châteaux de Versailles et de Trianon : Portrait du général Donzelot pendant la campagne d'Égypte, 1799, crayon noir sur papier, 54 × 36 cm.